# Aker (emmer)

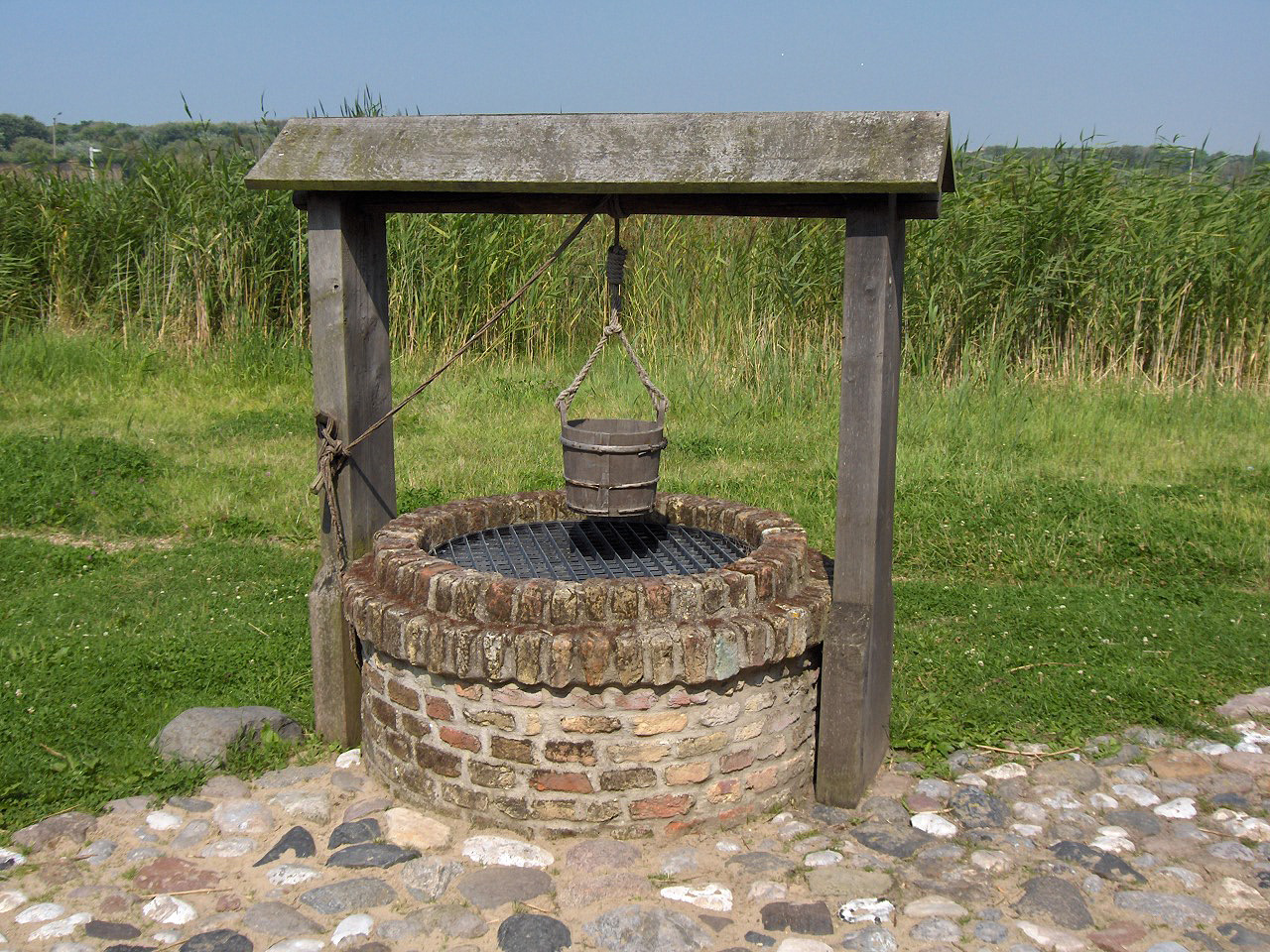
Waterput met aker in Walraversijde België

Een aker is een voorwerp waarin stoffen, met name vloeistoffen, kunnen worden bewaard en vervoerd; een soort emmer.
Verschillen met de emmers zoals wij die tegenwoordig vooral kennen, zijn dat de aker doorgaans van metaal is gemaakt, vaak van koper, en dat de vorm vaak niet taps is, zoals bij de emmer wel het geval is; een aker is vaak cilindrisch, en heeft dus een panvorm, zij het dat steel of oren ontbreken, maar een hengsel juist weer wel aanwezig is. De cilindrische vorm was van belang omdat in vroeger tijden de aker ook werd gebruikt om water uit een waterput op te halen. Aan het hengsel kon men een lang touw bevestigen om handmatig of eventueel middels een katrol  boven de put de aker op te hijsen. De aker kon ook met een touw aan een hefboom worden bevestigd die in een standaard naast de put kon worden geplaatst. Aan het andere eind zat dan een contragewicht. Door de hefboom omhoog te tillen kon de aker met het water erin worden opgehesen, waarna de hefboom kon worden gedraaid en de aker kon worden geleegd.
Oude akers worden als antiek verhandeld, deels om hun fraaie vormgeving (het koper is zeer decoratief), deels om hun gedateerd zijn: ze worden geassocieerd met een vroeger tijdperk (nostalgie).